# Постановления ЕСПЧ по делам против Эстонии
В списке представлены постановления (решения по существу дела, англ. judgments, фр. arrêts) Европейского суда по правам человека, принятые по жалобам против Эстонии. Затемнены постановления Палаты, не вступившие в силу (пересмотренные Большой палатой или еще доступные для пересмотра ей). Жёлтым выделено постановление Большой палаты.

## Период полномочий судьи от Эстонии Р. Марусте (1998—2010)
| Дата постановления | Название дела                      | Английское название дела, № жалобы                      | Статьи ЕКПЧ, нарушение которых усмотрено Судом                                  | Статьи ЕКПЧ, по которым усмотрено отсутствие нарушений или жалоба объявлена неприемлемой | Особые мнения судей | Примечания |
| 12.09.2000         | Славгородский против Эстонии       | Slavgorodski v. Estonia, 37043/97                       | Неприменимо                                                                     | Неприменимо                                                                              | Нет                 | Постановление прекращает дело в связи с мировым соглашением |
| 06.02.2001         | Таммер против Эстонии              | Tammer v. Estonia, 41205/98                             | Нет                                                                             | 10                                                                                       | Нет                 | Как судья ad hoc в деле вместо эстонского судьи участвовал У. Лёмус |
| 07.11.2002         | Вебер против Эстонии (№ 1)         | Veeber v. Estonia (No. 1), 37571/97                     | 6                                                                               | 8                                                                                        | 1 мнение 1 судьи    | Суд счёл излишним отдельно рассматривать жалобу по ст. 13. Компенсации ущерба от нарушения не присуждено вопреки желанию заявителя, компенсация за издержки — 1600 евро. |
| 21.01.2003         | Вебер против Эстонии (№ 2)         | Veeber v. Estonia (No. 2), 45771/99                     | 7                                                                               | Нет                                                                                      | Нет                 | Компенсация — 2000 евро за ущерб от нарушения, 840,9 евро за издержки |
| 29.04.2003         | Мыцник против Эстонии              | Mõtsnik v. Estonia, 50533/99                            | Нет                                                                             | 6                                                                                        | Нет                 | . |
| 02.12.2003         | Трейял против Эстонии              | Treial v. Estonia,48129/99                              | 6                                                                               | Нет                                                                                      | Нет                 | Компенсация — 3000 евро за ущерб от нарушения, 300 евро за издержки |
| 10.02.2004         | Пухк против Эстонии                | Puhk v. Estonia,55103/00                                | 7                                                                               | Нет                                                                                      | Нет                 | Компенсация — 3000 евро за ущерб от нарушения, 1508,31 евро за издержки                                                                                                  |
| 15.02.2005         | Сулаоя против Эстонии              | Sulaoja v. Estonia, 55939/00                            | 5 (§ 4) — в отношении жалобы на содержание под стражей в марте 1999 г.; 5 (§ 3) | 5 (§ 4) — в отношении содержания под стражей после осуждения в октябре 1999 г.           | Нет                 | Компенсация — 3000 евро за ущерб от нарушения; компенсация за издержки не запрашивалась                                                                                  |
| 21.06.2005         | Пихлак против Эстонии              | Pihlak v. Estonia,73270/01                              | 5 (§ 3)                                                                         | Нет                                                                                      | Нет                 | Компенсация — 1500 евро за ущерб от нарушения; компенсация за издержки не запрашивалась                                                                                  |
| 08.11.2005         | Альвер против Эстонии              | Alver v. Estonia,64812/01                               | 3                                                                               | Нет                                                                                      | Нет                 | Компенсация — 3000 евро за ущерб от нарушения; компенсация за издержки не запрашивалась                                                                                  |
| 22.11.2005         | Таал против Эстонии                | Taal v. Estonia,13249/02                                | 6 (§§ 1, 3)                                                                     | Нет                                                                                      | Нет                 | Компенсация — 6500 евро за ущерб от нарушения, 2300 евро за издержки |
| 11.07.2006         | Харкманн против Эстонии            | Harkmann v. Estonia,2192/03                             | 5 (§§ 3, 5)                                                                     | 5 (§ 4)                                                                                  | Нет                 | Компенсация — 2000 евро за ущерб от нарушения; компенсация за издержки не запрашивалась. Как судья ad hoc в деле вместо эстонского судьи участвовала Ю. Лаффранк         |
| 18.01.2007         | Щиглицов против Эстонии            | Shchiglitsov v. Estonia,35062/03                        | 6 (§ 1) — в отношении скорости разбирательства                                  | 6 (§ 1) — в отношении мотивации приговора; 8; Ст. 1 протокола № 1                        | Нет                 | Компенсация — 900 евро за ущерб от нарушения, 300 евро за издержки |
| 12.04.2007         | Пелло против Эстонии               | Pello v. Estonia,11423/03                               | 6 (§§ 1, 3)                                                                     | Нет                                                                                      | Нет                 | Компенсация не запрашивалась |
| 08.11.2007         | ООО «Саарекаллас» против Эстонии   | Saarekallas OÜ v. Estonia,11548/04                      | 6 (§ 1), 13                                                                     | Нет                                                                                      | Нет                 | Компенсация — 900 евро за ущерб от нарушения, 1500 евро за издержки |
| 24.04.2008         | Дорожко и Пожарский против Эстонии | Dorozhko and Pozharskiy v. Estonia, 14659/04 и 16855/04 | 6 (§ 1)                                                                         | Нет                                                                                      | Нет                 | Компенсация — 1500 евро второму заявителю за ущерб от нарушения (первый компенсации не запрашивал); компенсация за издержки не запрашивалась                             |
| 29.05.2008         | Бергманн против Эстонии            | Bergmann v. Estonia,38241/04                            | 5 (§ 3)                                                                         | Нет                                                                                      | Нет                 | Суд не усмотрел нужды отдельно рассматривать жалобу по ст. 5 (§ 3). Компенсация — 3000 евро за ущерб от нарушения; компенсация за издержки не запрашивалась              |
| 29.01.2009         | Миссенёв против Эстонии            | Missenjov v. Estonia,43276/06                           | 6 (§ 1), 13                                                                     | Нет                                                                                      | Нет                 | Компенсация — 3600 евро за ущерб от нарушений, 1200 евро за издержки |
| 25.06.2009         | Лийвик против Эстонии              | Liivik v. Estonia,12157/05                              | 7                                                                               | Нет                                                                                      | Нет                 | Суд не усмотрел нужды отдельно рассматривать жалобу по ст. 6, 13, 17. Компенсация — 5000 евро за ущерб от нарушения, 9000 евро за издержки                               |
| 02.07.2009         | Кочетков против Эстонии            | Kochetkov v. Estonia,41653/05                           | 3, 13                                                                           | Нет                                                                                      | Нет                 | Компенсация — 1000 евро за ущерб от нарушений |
| 08.10.2009         | Миколенко против Эстонии           | Mikolenko v. Estonia,10664/05                           | 5 (§ 1)                                                                         | Нет                                                                                      | 1 мнение 1 судьи    | Компенсация — 2000 евро за ущерб от нарушения; 208 евро за издержки. В деле как третья сторона участвовала Россия.                                                       |
| 04.02.2010         | Малков против Эстонии              | Malkov v. Estonia,31407/07                              | 5 (§ 3)                                                                         | 6 (§ 1)                                                                                  | Нет                 | Компенсация не запрашивалась. |
| 04.11.2010         | Таркоев и др. против Эстонии       | Tarkoev and Others v. Estonia,14480/08 47916/08         | Нет                                                                             | 14 (в сочетании со ст. 6 (§ 1) и со ст. 1 протокола № 1)                                 | Нет                 | . |

## Период полномочий судьи от Эстонии Ю. Лаффранк (2011-2020)
| Дата постановления | Название дела                | Английское название дела, № жалобы                                                                   | Статьи ЕКПЧ, нарушение которых усмотрено Судом                                                                           | Статьи ЕКПЧ, по которым усмотрено отсутствие нарушений или жалоба объявлена неприемлемой                                                                                      | Особые мнения судей | Примечания |
| 04.10.2011         | С. против Эстонии            | S. v. Estonia,17779/08                                                                               | 5 § 1 | Нет | Нет                 | Компенсация — 5000 евро за ущерб от нарушения; 2118,6 евро за издержки |
| 08.11.2011         | Раудсепп против Эстонии      | Raudsepp v. Estonia,54191/07                                                                         | 13 | 6 § 1 | Нет                 | Компенсация — 800 евро за ущерб от нарушения; 1000 евро за издержки. Как судья ad hoc в деле вместо эстонской судьи участвовал П. Пикамяэ                                     |
| 22.11.2011         | Андреев против Эстонии       | Andreyev v. Estonia, 48132/07                                                                        | 6 (§ 1) | 6 (§ 2 и 3) | Нет                 | Компенсация — 1000 евро за ущерб от нарушения; компенсация за издержки не запрашивалась                                                                                       |
| 06.03.2012         | Леас против Эстонии          | Leas v. Estonia,59577/08                                                                             | 6 | Нет | Нет                 | Компенсация — 5200 евро за ущерб от нарушения; 3000 евро за издержки |
| 29.05.2012         | Юлин против Эстонии          | Julin v. Estonia, 16563/08 18656/10 40841/08 18656/10                                                | 3 (в отношении приковывания к кровати 22.10.2009), 6 (§ 1) — в отношении жалобы на обыск                                 | 3 (в отношении применения силы и наручников 23.10.2009, а также расследования жалоб о ненадлежащем обращении), 6 (§ 1) — в отношении жалобы на условия содержания под стражей | 1 мнение 1 судьи    | Компенсация — 10 000 евро за ущерб от нарушения; компенсация за издержки не запрашивалась. Как судья ad hoc в деле вместо эстонской судьи участвовал О. Каск                  |
| 29.05.2012         | Шувалов против Эстонии       | Shuvalov v. Estonia, 39820/08 14942/09                                                               | Нет | 6 (§ 1 и 2) | 1 мнение 2 судей    | Как судья ad hoc в деле вместо эстонской судьи участвовал О. Каск |
| 03.07.2012         | Самсонников против Эстонии   | Samsonnikov v. Estonia, 52178/10                                                                     | Нет | 3, 8 | 1 мнение 2 судей    | . |
| 28.03.2013         | Коробов и др. против Эстонии | Korobov and Others v. Estonia, 10195/08                                                              | 3 (материальное — в отношении 1 из заявителей; процессуальное — в отношении 4 из заявителей)                             | 3 (материальное — в отношении 3 заявителей); 5(§§ 1, 5) в отношении всех 7 заявителей                                                                                         | Нет                 | См. Бронзовый солдат. Компенсация — трем заявителям по 11 000 евро, четвёртому — 14 000 евро за ущерб. За издержки — 3000 евро. В деле как третья сторона участвовала Россия. |
| 30.05.2013         | Мартин против Эстонии        | Martin v. Estonia, 35985/09                                                                          | 6(§§ 1, 3) | 6(§ 2), 13, 17 | Нет                 | Компенсация — 4500 евро за ущерб. За издержки — 2821,54 евро |
| 18.07.2013         | Вронченко против Эстонии     | Vronchenko v. Estonia, 59632/09                                                                      | 6(§§ 1, 3) | 5 (§§ 1 3), 6(§ 2) | 1 мнение 2 судей    | Компенсация — 5200 евро за ущерб. За издержки — не запрашивалась |
| 10.10.2013         | DELFI против Эстонии         | DELFI v. Estonia, 64569/09                                                                           | Нет | 10 | Нет                 | . |
| 19.12.2013         | Росин против Эстонии         | Rosin v. Estonia, 26540/08                                                                           | 6 (§§ 1, 3) | 6 (§ 2), 13 | 1 мнение 2 судей    | Компенсация — 5 200 евро за ущерб. За издержки — не запрашивалась |
| 19.12.2013         | Тунис против Эстонии         | Tunis v. Estonia, 429/12                                                                             | 3 | Нет | Нет                 | Компенсация — 10 000 евро за ущерб. За издержки — 3000 евро |
| 13.02.2014         | Тали против Эстонии          | Tali v. Estonia, 66393/10                                                                            | 3 | 13 | Нет                 | Компенсация — 5000 евро за ущерб. За издержки — 1776,20 евро |
| 20.02.2014         | Овсянников против Эстонии    | Ovsjannikov v. Estonia, 1346/12                                                                      | 5 (§ 4) | 5 (§ 3) | Нет                 | Компенсация — 4900 евро за ущерб |
| 13.03.2014         | Кииса против Эстонии         | Kiisa v. Estonia, 16587/10 и 34304/11                                                                | 6 (§ 1), 13 | 1, 3, 8, ст. 1 протокола № 1, ст. 5 протокола № 7 в отношении первой заявительницы; 12, ст. 1 протокола № 1 в отношении второго заявителя                                     | Нет                 | Компенсация — 2000 евро за ущерб. За издержки — 2000 евро |
| 13.03.2014         | Кииса против Эстонии         | Kiisa v. Estonia, 72999/10                                                                           | 6 (§ 1), 13 | 1, 3, ст. 1 протокола № 1, ст. 5 протокола № 7 | Нет                 | Компенсация — 3400 евро за ущерб. За издержки — 1000 евро |
| 31.07.2014         | Егер против Эстонии          | Jaeger v. Estonia, 1574/13                                                                           | 8 | 3 | Нет                 | Компенсация — 1600 евро за ущерб. |
| 31.07.2014         | Юсси Осаве против Эстонии    | Jüssi Osawe v. Estonia, 63206/10                                                                     | Нет | 6 (§ 1), 8 | Нет                 | . |
| 15.01.2015         | Вейтс против Эстонии         | Veits v. Estonia, 12951/11                                                                           | Нет | 6 (§ 1), ст. 1 протокола № 1 | Нет                 | . |
| 15.01.2015         | Румми против Эстонии         | Rummi v. Estonia, 63362/09                                                                           | 6 (§ 1), 13, ст. 1 протокола № 1                                                                                         | Нет | Нет                 | Компенсация — 72 956,96 евро за ущерб. За издержки — 4000 евро |
| 16.06.2015         | DELFI против Эстонии         | DELFI v. Estonia, 64569/09                                                                           | Нет | 10 | 3 мнения 7 судей    | . |
| 09.07.2015         | Толмачёв против Эстонии      | Tolmachev v. Estonia, 73748/13                                                                       | 6 (§ 1 и 3) | Нет | Нет                 | Суд счел, что признание нарушения является достаточной компенсацией |
| 03.09.2015         | Сыро против Эстонии          | Soro v. Estonia, 22588/08                                                                            | 8 | Нет | 2 мнения 4 судей    | Компенсация — 6000 евро за ущерб, 1444,74 евро за издержки |
| 19.01.2016         | Калда против Эстонии         | Kalda v. Estonia, 17429/10                                                                           | 10 | Нет | 1 мнение 1 судьи    | В денежной компенсации отказано |
| 26.04.2016         | Кашлев против Эстонии        | Kashlev v. Estonia, 22574/08                                                                         | Нет | Нет нарушений по ч. 1 и 3 ст. 6; жалоба неприемлема по ст. 2 протокола № 7 | 1 мнение 1 судьи    | . |
| 21.06.2016         | Ляхтенмяки против Эстонии    | Lähteenmäki v. Estonia, 53172/10                                                                     | Нет | Нет нарушений по ч. 2 ст. 6; жалоба неприемлема по ч. 1 ст. 6 | .                   | . |
| 30.08.2016         | Михайлов против Эстонии      | Mihhailov v. Estonia, 64418/10                                                                       | 3 | Нет | .                   | Компенсация — 10 000 евро за ущерб, 4500 евро за издержки. |
| 08.11.2016         | Пынкя против Эстонии         | Pönkä v. Estonia, 64160/11                                                                           | Ч. 1 ст. 6 | Нет | 1 мнение 2 судей    | Компенсация — 1000 евро за ущерб, 2300 евро за издержки. |
| 12.09.2017         | Рыйгас против Эстонии        | Rõigas v. Estonia, 49045/13                                                                          | Нет | Ст. 2, 8 | Нет                 | Как судья ad hoc в деле вместо эстонской судьи участвовал(-а) М. Эрнитс |
| 07.11.2017         | Леуска и др. против Эстонии  | Leuska and Others v. Estonia, 64734/11                                                               | Ч. 1 ст. 6 — эстонский суд не решил вопроса о возмещении издержек заявителям                                             | Ч. 1 ст. 6 — о возможности для заявителей быть выслушанными в эстонском суде                                                                                                  | Нет                 | Компенсация — 1500 евро за ущерб |
| 23.10.2018         | M.T. против Эстонии          | M.T. v. Estonia, 75378/13                                                                            | Нет | Ст. 5 | Нет                 | . |
| 30.10.2018         | Яцыцын против Эстонии        | Jatsõšõn v. Estonia, 27603/15                                                                        | Нет | Ст. 3, 8 | Нет                 | . |
| 29.01.2019         | Никитин и др. против Эстонии | Nikitin and others v. Estonia, 23226/16, 43059/16, 57738/16, 59152/16, 60178/16, 63211/16 и 75362/16 | Ст. 3 (о периодах содержания при менее чем 3м2 на человека), 13 (о применении процедурных положений против 2 заявителей) | Ст. 3 (о периодах содержания при 3-4 м2 на человека), 8, 13 (о продолжительности рассмотрения дел и размере компенсаций)                                                      | 2 мнения 3 судей    | Компенсация 51 000 евро за ущерб, 10 400 евро за издержки |
| 28.05.2019         | Либлик и др. против Эстонии  | Liblik and others v. Estonia, 173/15, 181/15, 374/15, 383/15, 386/15 и 388/15                        | Ст. 8 | Ст. 6 | Нет                 | Компенсация 8000 евро за ущерб, 3000 евро за издержки |

## Период полномочий судьи от Эстонии П. Роосмы (с 2020)
| Дата постановления | Название дела       | Английское название дела, № жалобы | Статьи ЕКПЧ, нарушение которых усмотрено Судом | Статьи ЕКПЧ, по которым усмотрено отсутствие нарушений или жалоба объявлена неприемлемой | Особые мнения судей | Примечания                                                             |
| 09.06.2020         | Ерет против Эстонии | Jeret v. Estonia, 42110/17         | Ст. 3 (материальное)                           | Ст. 3 (процессуальное)                                                                   | Нет                 | Компенсация — 10 000 евро за ущерб от нарушения; 1500 евро за издержки |
| 20.10.2020         | Суур против Эстонии | Suur v. Estonia, 41736/18          | Нет                                            | Ст. 8                                                                                    | Нет                 | .                                                                      |
| 22.06.2021         | Р.Б. против Эстонии | R.B. v. Estonia, 22597/16          | Ст. 3, 8                                       | Нет                                                                                      | 1 мнение 1 судьи    | Компенсация — 16 300 евро за ущерб от нарушения; 7140 евро за издержки |